# Косарал (Байганінський район)
Косара́л (каз. Қосарал) — село складі Байганінського району Актюбінської області Казахстану. Входить до складу Карауилкелдинського сільського округу.
Населення — 286 осіб (2021; 397 у 2009, 389 у 1999, 300 у 1989).